# 10-y Błok Post
10-y Błok Post (biał. 10-ы Блок Пост; ros. 10-й Блок Пост, 10-j Błok Post) – wieś na Białorusi, w obwodzie witebskim, w rejonie orszańskim, w sielsowiecie Piszczaława.
Wieś graniczy z Orszą. Położona jest przy linii kolejowej Witebsk – Orsza. Wschodnim i południowym skrajem wsi przebiegają łącznice orszańskiego węzła kolejowego.